# Sapna (rivière)
Pour l’article homonyme, voir Sapna.
 (mars 2014).
La Sapna est une rivière de Bosnie-Herzégovine et un affluent gauche de la Drina, donc un sous-affluent du Danube par la Save. Elle fait partie du bassin versant de la mer Noire.

## Géographie
La Sapna se jette dans la Drina à Karakaj.